# Longepi tarra
Longepi tarra är en spindelart som beskrevs av Norman I. Platnick 2000. Longepi tarra ingår i släktet Longepi och familjen Lamponidae.
Artens utbredningsområde är Victoria, Australien. Inga underarter finns listade i Catalogue of Life.